# Stepa Stepanović
Stepa Stepanović in serbo Степа Степановић? (Kumodraž, 11 marzo 1856 – Čačak, 29 aprile 1929) è stato un generale e politico serbo.
Servì durante le guerre balcaniche e durante la prima guerra mondiale; fu anche ministro della difesa.
Nato vicino a Belgrado, si arruolò nell'esercito serbo nel 1874 come cadetto della scuola di artiglieria. Stepanović ottenne diversi successi nella guerra contro i turchi e specialmente nella battaglia di Jedren del marzo del 1913.
Durante la seconda guerra balcanica le sue truppe vennero schierate nella regione di Niš.
All'inizio della prima guerra mondiale fece le veci del capo di stato maggiore Radomir Putnik; contribuì ai preparativi bellici ed alla mobilitazione. Al ritorno di Putnik assunse il comando della seconda armata serba. Guidò le proprie truppe anche nella vittoriosa battaglia della Cer, dove le sue truppe sconfissero la quinta armata austriaca. Era la prima vittoria alleata della guerra, ed egli venne promosso al grado di voivoda (l'equivalente di un feldmaresciallo). Tra le altre battaglie a cui prese parte ci furono la battaglia della Drina e la battaglia di Kolubara.
Nel 1918 era ancora al comando della seconda armata durante un'offensiva alleata lungo il fronte bulgaro; dopo la capitolazione della Bulgaria (il 29 settembre) l'armata venne dislocata in Bosnia e sull'Adriatico. Nel 1919 divenne comandante in capo dell'esercito serbo.